# Siphon-Rekorder

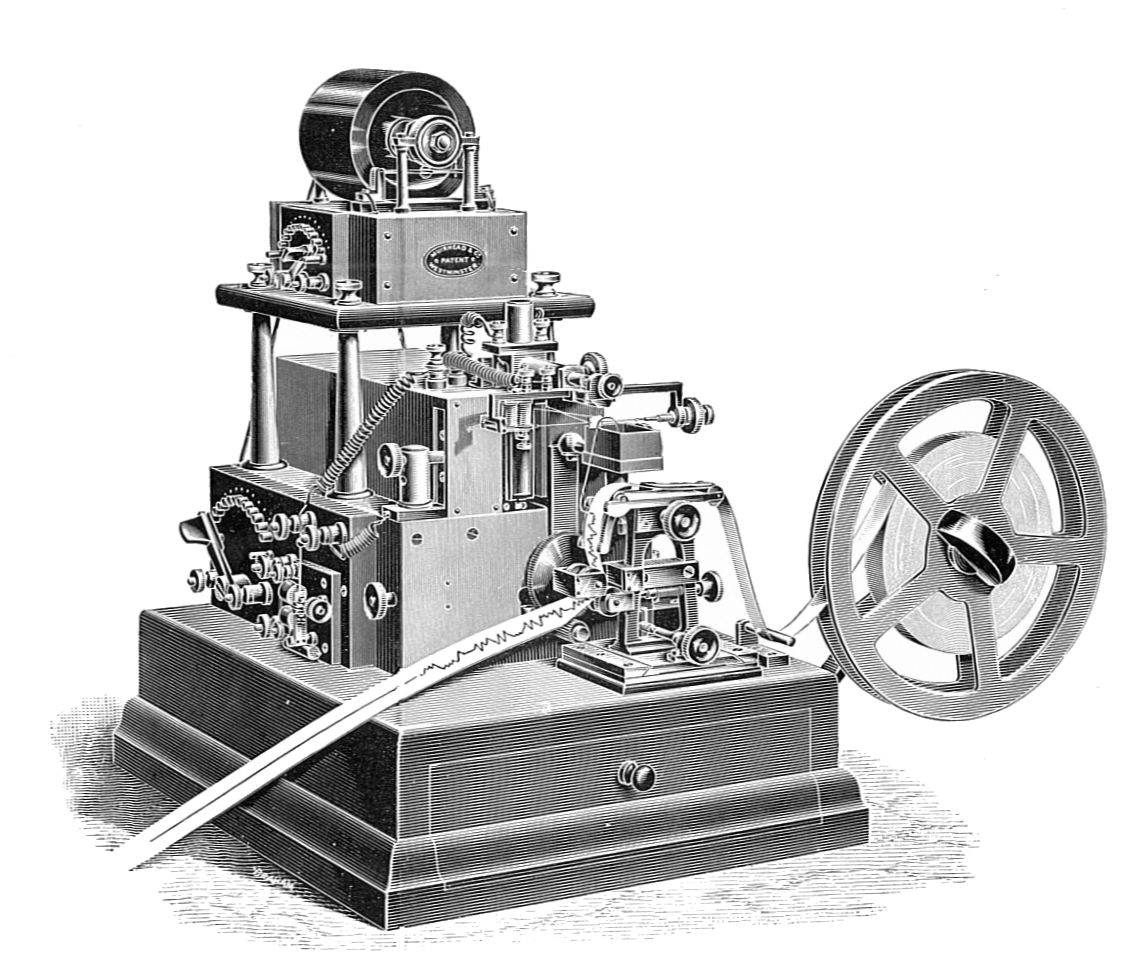
Ein Siphon-Rekorder (1903)

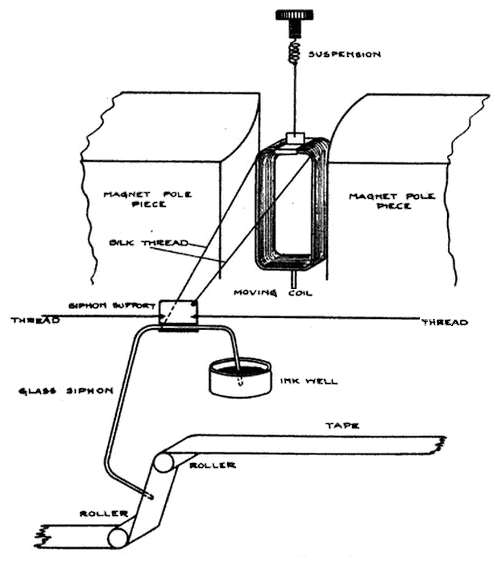
Prinzipzeichnung (1922)

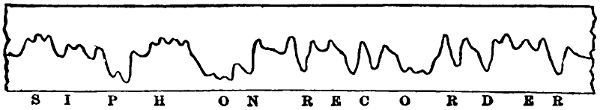
Ausschnitt eines Papierstreifens mit einer aufgezeichneten Nachricht (1900)

Siphon-Rekorder (englisch Siphon recorder oder Syphon recorder) waren elektromechanische Geräte, die für die kabelgebundene Telegrafie genutzt wurden. Als Teil von elektromagnetischen Telegrafenanlagen dienten sie zur schriftlichen Aufzeichnung von Morsezeichen.
Benannt ist dieser Rekorder nach dem dabei verwendeten Saugheber, auch Siphon genannt, mit dem unter Ausnutzung von hydrostatischem Druck Tinte von einem Vorratsgefäß auf ein darunter vorbeiziehendes Papierband aufgebracht wird.

## Geschichte
Ursprünglich wurden zum Empfang von Morsezeichen um die Mitte des 19. Jahrhunderts zunächst Spiegelgalvanometer und dann Morseschreiber verwendet. Letztere konnten mithilfe eines Schreibstiftes die Punkte und Striche des Codes auf einen langen Papierstreifen aufzeichnen. In Zusammenhang mit Seekabeln und der durch sie verursachten hohen Signaldämpfung erwiesen sich diese Schreiber jedoch als zu unempfindlich. Zudem verwendete man bei Seekabeln nicht den üblichen Code aus Punkten und Strichen, sondern aus übertragungstechnischen Gründen stattdessen positive und negative Spannungsimpulse von stets gleicher Länge.
Zur Ablesung der empfangenen leistungsarmen Signale sah man sich gezwungen, wieder Galvanometer zu benutzen. Dies bedeutete jedoch einen hohen menschlichen Aufwand beim Ablesen, war fehlerträchtig und hatte zudem den Nachteil, dass die Nachrichten nicht automatisch schriftlich festgehalten wurden.
Als Lösung wurden Siphon-Rekorder entwickelt. Sie vereinigten die hohe Empfindlichkeit eines Galvanometers mit der Möglichkeit der schriftlichen Aufzeichnung. Dazu wurde Tinte mithilfe des namensgebenden Siphons (ein gebogenes dünnes Glasrohr) aus einem Vorratsbehälter auf einen Papierstreifen gegeben. Die untere Spitze des Rohrs berührte den Streifen gerade nicht, während er sich gleichmäßig darunter fortbewegte. Das Rohr war beweglich montiert und wurde seinerseits durch eine Galvanometerspule abgelenkt, die vom Empfangsstrom durchflossen wurde und sich zwischen zwei Permanentmagneten befand (Bild).
Die Technik des Siphon-Rekorders wurde später weiterentwickelt zu Undulatoren und schließlich zu Oszillografen sowie modernen Oszilloskopen.